# Astrebla Downs National Park
Astrebla Downs National Park är en park i Australien. Den ligger i delstaten Queensland, omkring 1 300 kilometer väster om delstatshuvudstaden Brisbane. Arean är 1 760 kvadratkilometer.
Trakten runt Astrebla Downs National Park är nära nog obefolkad, med mindre än två invånare per kvadratkilometer.. Det finns inga samhällen i närheten.
Omgivningarna runt Astrebla Downs National Park är i huvudsak ett öppet busklandskap. Genomsnittlig årsnederbörd är 236 millimeter. Den regnigaste månaden är mars, med i genomsnitt 61 mm nederbörd, och den torraste är oktober, med 1 mm nederbörd.